# Двоглавий орел (фільм)
«Двоглавий орел» (фр. L'Aigle à deux têtes) — чорно-білий французький кінофільм Жана Кокто, адаптація його однойменної п'єси, що вийшла у 1948 році.

## Сюжет
У невідомій німецькомовній країні, що нагадує Австрію часів декадансу, молода овдовіла королева усамітнилася у своєму замку Кранц. Вона втомилася від постійної боротьби за владу і ненависті ерцгерцогині, матері свого покійного чоловіка, шпигунами якої постійно оточена. Крім того, її життя знаходиться під загрозою. У замок Кранц вночі проникає переслідуваний поліцією поет і анархіст Станіслас, який планує вбивство королеви. Королева вражена подібністю незнайомця зі своїм покійним чоловіком. Станіслас здивований, побачивши молоду і красиву королеву, не схожу на ту, яку йому описали. Шалена пристрасть, що несподівано спалахнула між королевою і анархістом змушує їх на три дні забути про весь світ. Начальник поліції, поінформований своїми шпигунами про все, що відбувається в замку Кранц, стурбований таким поворотом подій, проте залишає Станісласа на волі за умови, що той повинен убити королеву. Королева планує державний переворот в надії повернути собі владу. Одного разу королеву знаходять в замку Кранц заколеною кинджалом, а Станісласа — померлим від отрути. Що ж насправді сталося в замку Кранц — нещасний випадок, спроба втечі, вбивство, самогубство? — залишається невідомим.

## У ролях
- Едвіж Фейєр — Наташа, королева
- Жан Маре — Станіслас
- Сільвія Монфор — Едіт де Берг
- Жан Дебюкур — герцог Фелікс де Вілленштайн
- Жак Варенн — граф де Фьйон, начальник поліції
- Ахмед Абдулла — Тоні
- Жиль Кеан — Руді
- Моріс Назіль — Гентц
- Едвард Стірлінг — Адамс
- Івонн де Бре — ерцгерцогиня

## Знімальна група
- Режисер і сценарист: Жан Кокто
- Продюсери: Жорж Дансіжер, Олександр Мнушкін
- Оператор: Крістіан Матра
- Композитор: Жорж Орік
- Художники: Жорж Вакевіч, Крістіан Берар
- Художник по костюмах: Марсель Ескоф'є
- Монтаж: Клод Іберія, Раймонд Лебурсьєр

## Зйомки
- Сюжет «Двоглавого орла» вигаданий. Джерелом натхнення для Кокто стали трагічні долі Віттельсбахів, — зокрема, короля Людвіга II Баварського, що потонув або був убитий в озері за нез'ясованих обставин в 1886 році, а також Єлизавети Баварської, вбитої анархістом у 1898 році.
- Зйомки фільму відбувалися в період з 13 жовтня 1947 року до 23 січня 1948 року.
- Прем'єра відбулася 22 вересня 1948 року.
- Зйомки проводилися: в інтер'єрах Студії д'Епіне (Епіне-сюр-Сен) і студії Френсіса I.
- Зйомки зовні: замок Замок П'єрфон (Уаза), замок Замок Візель[fr] (Ізер), Віллар-Рекюла (Ізер).